# Tien-ming
A tien-ming (tianming) (magyar fordításban: „égi elrendelés”, „égi megbízatás” „égi rendelés”, „égi sors”, az „ég megbízása”, „égi mandátum”) konfuciánus fogalom, amely szerint az uralkodó, az ég fia (tien-ce (tianzi) 天子) uralmának legitimáló erejét, és uralmának valóságos működését biztosítja, és megszűnte esetén az uralom elvész.

## Értelmezése
Konfuciusz a tien-ming (tianming)et az Ég (tien (tian) 天) erkölcsi kinyilatkoztatásának tartotta. Az ő idejében még jelentős különbség mutatkozott a tien-ming (tianming) és a ming (命) jelentése között. A tien-ming (tianming), mint morális imperativus az „ég végzését”, míg a ming pedig csak a „végzetet” jelentette, igaz, már a korai szövegekben is felbukkan, mint a tien-ming (tianming) rövidített alakja. A „tien-ming (tianming) megismerése” ezek szerint annak megértését jelentette, hogy az ég miért rendelt el valamit, míg „a ming megismerése” annak megértését jelentette, hogy bizonyos dolgok az életben a végzet uralma által következnek be.
Menciusz szerint az égi megbízatás elve szerint az Ég a dinasztiának adott megbízatását az uralkodó megfogyatkozott erényessége miatt visszavonhatja. Ezen megfogyatkozás jele alapvetően a nép elégedetlensége, ezért ha egy már alkalmatlan uralkodót ölnek meg, akkor valójában nem is maga az uralkodó, hanem csak egy jogosulatlan trónbitorló pusztul el.
Mo-ce (Mozi) szerint az „égi megbízatás” azt jelenti, hogy az ég fián keresztül a konkrét jelenhez kötve, de múlttal és jövővel összekötve az égalatti (tien-hszia (tianxia)) működése időtlen, elrendelt sorsának (ming 命) körforgásában működik. Mo-ce (Mozi) elveti az „égi megbízatás” elvének olyan értelmezését, amelyben az az „elrendelt sorsot” (ming) jelentené.